# Układ grupowy P1PK
Układ grupowy P1PK (poprzednia nazwa: układ grupowy P) – jeden z 39 układów grup krwi człowieka (układ 003 według International Society of Blood Transfusion). Składa się z powszechnie występujących antygenów P1 i Pk, oraz rzadkiego antygenu NOR. Przeciwciała rozpoznające antygeny układu grupowego P1PK mają znaczenie kliniczne, ponieważ mogą powodować hemolityczną reakcję poprzetoczeniową, konflikt serologiczny, a także uszkodzenie łożyska.

## Historia
Układ grupowy P1PK został odkryty przez Karla Landsteinera i Philipa Levine'a w 1927 r. W 1974 r. zespół Winifred Watkins i Waltera Morgana wykazał, że w skład antygenu P1 wchodzi trisacharyd o strukturze Galα1-4Galβ1-4GlclNAc. W tym samym roku Masaharu Naiki i Donald Marcus stwierdzili, że antygeny P1 i Pk są glikosfingolipidami o takiej samej strukturze terminalnej, natomiast różniącymi się strukturą wewnętrzną: antygen Pk należy do szeregu „globo”, a antygen P1 do szeregu „neolakto”. W 1982 opisano „czynnik NOR”, powodujący dziedziczną poliaglutynację, czyli aglutynację erytrocytów przez większość surowic. W 2002 r. zespół Elwiry Lisowskiej wykazał, że „czynnik NOR” jest glikosfingolipidem o terminalnej strukturze Galα1-4GalNAc.

## Antygeny

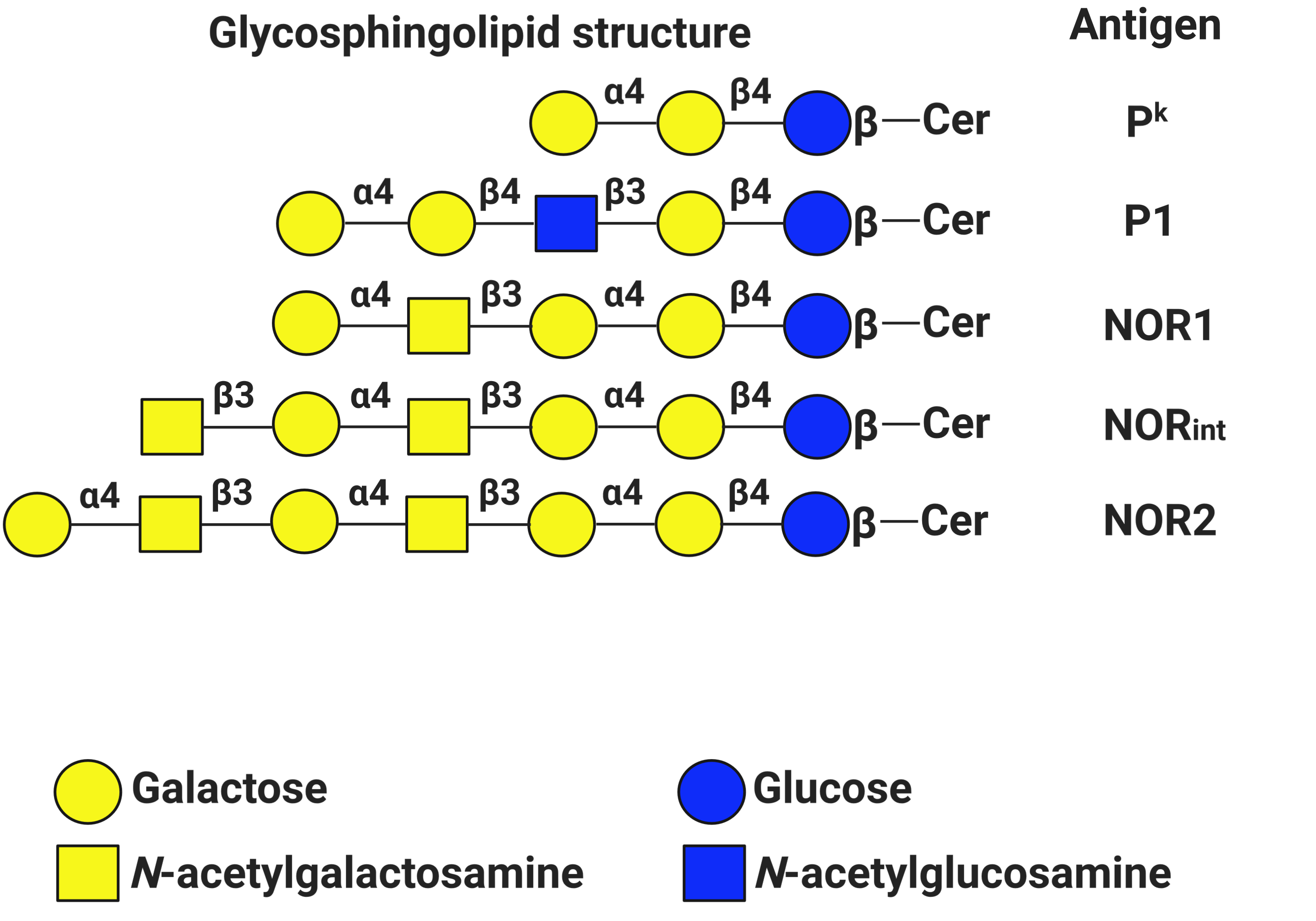
Antygeny układu grupowego P1PK

Antygeny układu P1PK: Pk (zwany też Gb3 lub CD77), P1 i NOR (który występuje w formach NOR1, NORint i NOR2) są glikosfingolipidami. Antygen Pk występuje na erytrocytach oraz na fibroblastach, komórkach śródbłonka i mięśni gładkich i łożyska. Antygeny P1 i NOR występują na erytrocytach, nie ma danych na temat obecności tych antygenów w innych tkankach. Wszystkie antygeny P1PK są syntezowane przez syntazę Gb3/CD77 (α1,4-galaktozylotransferazę), kodowaną przez gen A4GALT, znajdujący się na chromosomie 22 (22q13.2). Obecność antygenu P1 jest związana z poziomem transkryptu tego genu; wykazano, że czynniki transkrypcyjne RUNX1 i EGR1 wiążą się do sekwencji zawierającej polimorfizm pojedynczego nukleotydu (SNP) rs5751348 w genie A4GALT, powodując zwiększenie transkrypcji tego genu, w wyniku czego ilość syntazy Gb3/CD77 również się zwiększa. Skutkiem jest produkcja antygenu P1 oraz podwyższona ilość antygenu Pk, co prowadzi do powstania fenotypu P1. W przypadku niskiego poziomu transkryptu genu A4GALT antygen P1 nie powstaje, czego skutkiem jest fenotyp P2. Rzadki antygen NOR powstaje w wyniku mutacji punktowej w genie A4GALT (rs397514502), powodującej zmianę reszty aminokwasowej w pozycji 211 z glutaminy na kwas glutaminowy. W wyniku tej mutacji enzym dodaje galaktozę nie tylko do terminalnej galaktozy, ale również do N-acetylogalaktozaminy.
Antygen Pk jest głównym receptorem dla toksyn Shiga (verotoksyn), produkowanych przez bakterie Shigella dysenteriae i niektóre szczepy Escherichia coli, które mogą powodować zespół hemolityczno-mocznicowy. Antygen Pk jest też receptorem dla adhezyn bakterii Streptococcus suis, które są patogenami świń, a u człowieka mogą powodować zapalenie opon mózgowo-rdzeniowych, a także dla uropatogennych szczepów Eschericha coli, które mogą powodować stany zapalne układu moczowego. Antygen Pk może też hamować wnikanie wirusa HIV do limfocytów pomocniczych w wyniku hamowania fuzji wirionu z błoną komórkową.

## Fenotypy i dziedziczenie
Antygen P1 dziedziczy się w sposób autosomalny dominujący (allel P1 koduje cechę dominującą, allel P2 recesywną). Częstość występowania antygenu P1 jest zmienna w różnych populacjach i wynosi od 80% w Europie Zachodniej do 30% w Japonii. Rzadki fenotyp p jest spowodowany mutacjami w genie A4GALT, w wyniku których powstaje nieaktywny enzym. Częstość występowania fenotypu p wynosi 5 na milion. Znane są dwie rodziny z fenotypem NOR: jedna w USA i jedna w Polsce.
| Fenotyp | Genotyp (gen A4GALT)  | Antygeny    |
| ------- | --------------------- | ----------- |
| P1      | P1P1 lub P1P2         | P1, Pk      |
| P2      | P2P2                  | Pk          |
| p       | Oba allele nieaktywne | –           |
| P1NOR   | P1NORP1 lub P1NORP2   | P1, Pk, NOR |

## Przeciwciała
Przeciwciała rozpoznające antygeny P1 i Pk spotyka się u osób o fenotypie p; mogą one być przyczyną poronień. Przeciwciała anty-P1 występują z podwyższoną częstością u hodowców gołębi, którzy mają fenotyp P2. Przeciwciała rozpoznające antygen P1 występują często u osób chorych na bąblowicę, które mają fenotyp P2. Przeciwciała anty-NOR występują u większości osób, które nie mają antygenu NOR, ale ich wpływ na konflikt serologiczny nie jest znany.